# De Ruyter (1808)

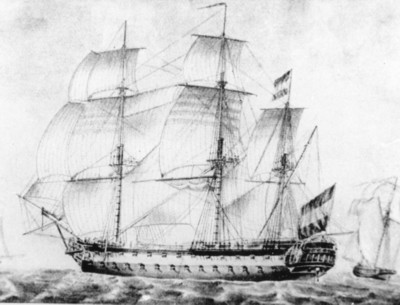
De Ruyter

De De Ruyter was een Nederlands linieschip met 80 stukken geschut. In 1806 heeft Koning Lodewijk Napoleon tijdens een bezoek aan de rijkswerf te Amsterdam een schip, terwijl het op stapel stond, De Ruyter gedoopt. De op dat moment in Rotterdam op stapel staande De Ruyter werd hernoemd tot Piet Heyn.
Toen het schip was afgebouwd in 1812 was het Koninkrijk Holland niet meer onafhankelijk maar een onderdeel van Frankrijk. De De Ruyter werd daarom bij de Franse marine in dienst genomen onder admiraal Carel Hendrik Ver Huell in het Nieuwediep. In 1813 maakte het een reis naar Plymouth om voorraden te brengen aan een eskader onder schout-bij-nacht Tulliken dat bestemd was voor de Middellandse Zee. Toen het schip terugkeerde naar Nederland was Napoleon verslagen en werd het schip weer Nederlands.
Op 29 oktober 1815 vertrok een vloot bestaand uit de linieschepen De Ruyter, Evertsen, Amsterdam, Braband, het fregat de Maria Reigersbergen, het korvet Iris en de brik Spion van de rede van Texel naar Nederlands-Indië. Aan boord van deze vloot, die onder commando stond van schout-bij-nacht Arnold Buyskes, bevond zich de commissie die als taak had de koloniën van de Engelsen over te nemen. De vloot arriveerde in april 1816 in Nederlands-Indië. Na de aankomst werd geconstateerd dat de De Ruyter in een zo'n slechte staat was dat het schip werd afgekeurd. Daarop werd het schip overgedragen aan de Koloniale marine waar het dienstdeed als wachtschip te Soerabaja. Twee jaar later in 1818 werd het schip gesloopt.